# Vũ trụ học quan sát
Vũ trụ học quan sát là một lĩnh vực nghiên cứu về cấu trúc, tiến hóa và nguồn gốc của vũ trụ thông qua quan sát, sử dụng các thiết bị như là kính thiên văn và tia vũ trụ.

## Những quan sát đầu tiên
Là một môn khoa học của vật lý học vũ trụ, vũ trụ học quan sát, được biết đến như ngày hôm nay, có những chủ đề về vật chất được xác định trong những năm đi theo tranh luận Shapley–Curtis, lúc đó đã xác định vũ trụ có một khoảng lớn hơn so với Ngân Hà. Điều đó được kết luận bằng những quan sát xác định kích thước và động lực của vũ trụ rồi những quan sát này lại được giải thích bằng lý thuyết tương đối tổng quát của Albert Einstein. Vào những thời điểm ban đầu của mình, vũ trụ học là một môn nghiên cứu quan sát dựa trên số lượng rất giới hạn của các quan sát và được đặc tính hóa bởi một cuộc tranh luận giữa những nhà lý thuyết trạng thái ổn định và những nhà khoa học đi theo thuyết Big Bang. Điều đó không chấm dứt cho đến thập niên 1990 và sau đó khi các quan sát thiên văn đã hạn chế những lý thuyết gây tranh cãi và đưa khoa học đến "Thời đại Hoàng kim của Vũ trụ học", điều được báo trước bởi David Schramm tại một cuộc hội đàm của National Academy of Sciences vào năm 1992.

### Định luật Hubble và thang khoảng cách vũ trụ
Những thước đo khoảng cách trong thiên văn học đã có quá trình lịch sử của minh và tiếp tục thay đổi bởi tính không chắc chắn của sự đo lường có thể được xét tới. Cụ thể, khi các thị sai sao có thể được sử dụng để đo khoảng cách những ngôi sao ở gần, giới hạn về quan sát đã bị áp đặt bởi khó khăn trong đo đạc những thị sai cỡ nhỏ có liên hệ với các thiên thể ở ngoài Ngân Hà. Điều đó có nghĩa là các nhà thiên văn phải quan tâm đến các phương pháp thay thế để đo khoảng cách giữa các vì sao. Đến lúc này, thang khoảng cách vũ trụ dành cho biến quang Cepheid đã được khám phá bởi Henrietta Swan Leavitt trong năm 1908. Thang đo này đã cung cấp cho Edwin Hubble công cụ để có thể xác định khoảng cách của các thiên hà xoắn ốc. Hubble đã sử dụng kính viễn vọng Hooker 100 inch tại Đài quan sát Núi Wilson để xác định những ngôi sao riêng biệt trong các thiên hà, và xác định khoảng cách tới các thiên hà bằng các biến quang Cepheid riêng biệt. Lần quan sát này đã chứng thực các thiên hà xoắn ốc như là những vật thể nằm ngoài Ngân Hà. Đồng thời, quan sát này xác định khoảng cách đến "vũ trụ đảo", đặt chúng vào phương tiện truyền thống phổ biến, thiết lập tỉ lệ của vũ trụ, và kết thúc cuộc tranh luận Shapley - Curtis ngay lập tức và cho tất cả.
Trong năm 1927, bằng việc kết hợp một số công cụ đo khác nhau, bao gồm các công cụ đo về khoảng cách của Hubble cũng như sự xác định của Vesto Slipher về dịch chuyển đỏ cho những vật thể này, Georges Lemaître là người đầu tiên ước tính một hằng số tỷ lệ giữa khoảng cách giữa các thiên hà, điều đó đã định nghĩa nên "vận tốc chuyên nghiệp", khoảng 600 km/s/Mpc.

 Ông chỉ ra rằng đó là kỳ vọng về mặt lý thuyết trong một mô hình vũ trụ dựa trên sự tương đối tổng quát. Hai năm sau đó, Hubble đã chỉ ra rằng mối quan hệ giữa khoảng cách và vận tốc là một sự tương quan thuận chiều và có độ lớn là 500 km/s/Mpc. Sự tương quan này được biết đến là định luật Hubble, nó phục vụ cho các quan sát sau này cho sự giãn nở của vũ trụ, lý thuyết mà vũ trụ học dựa trên đó. Việc công bố các quan sát của Hubble, Slipher và Wirtz và những người cộng sự và sự chấp nhận bởi các nhà lý thuyết đã được xét là sự khởi đầu thời kỳ hiện đại của vũ trụ học.

### Sự phong phú hạt nhân
Việc xác định sự phong phú của các yếu tố hóa học trong vũ trụ có một quá trình lịch sử bắt đầu từ những lần đo quang phổ của ánh sáng của các vật thể vũ trụ và sự xác định các vạch quang phổ tương ứng với các quá trình chuyển điện tử cụ thể trong các nguyên tố hóa học được xác định trên Trái Đất. Ví dụ, nguyên tố Helium được xác định dựa vào quang phổ của Mặt Trời trước khi nó được xác định một cách độc lập trên Trái Đất.
Sự phong phú tương đối có thể tính toán đạt được thông qua những quan sát quang phổ tương ứng để so sánh các yếu tố của các thiên thạch.

### Sự phát hiệnbức xạ phóng vi sóng vũ trụ
Bức xạ phóng vi sóng vũ trụ được tiên đoán vào năm 1948 bởi George Gamow và Ralph Alpher, và cũng bởi Alpher và Robert Herman nhờ dựa vào mô hình Big Bang. Đi xa hơn, Alpher và Herman có thể đã ước tính nhiệt độ của vũ trụ, nhưng kết quả của họ không được đem ra thảo luận một cách rộng rãi. Sự tiên đoán của họ đã được khám phá bởi Robert Dicke và Yakov Zel'dovich vào đầu thập niên 1960. Sau đó, sự khám phá này là sự công nhận được công bố lần đầu tiên bởi bức xạ CMB như là một hiện tượng có thể phát hiện xuất hiện trong một tài liệu ngắn của nhà vật lý thiên văn người Liên Xô A. G. Doroshkevich và Igor Novikov vào mùa xuân năm 1964. Cũng trong năm 1964, David Todd Wilkinson và Peter Roll, những đồng nghiệp của Dicke tại Đại học Princeton bắt đầu xây dựng một máy đo phóng xạ để đo bức xạ phóng vi sóng vũ trụ.  Trong năm 1965, Arno Penzias và Robert Woodrow Wilson tại Crawford Hill tại Phòng thí nghiệm Bell đã xây dựng một thước đo phóng xạ Dicke, họ dự định sử dụng nó cho thiên văn phóng xạ và các thử nghiệm giao tiếp vệ tinh. Công cụ này có một nhiệt kế ăng-ten 3.5 K vượt quá mức mà họ không thể nào giải thích được. Sau khi nhận được cuộc điện thoại từ Crawford Hill, Dicke đã có một tuyên bố nổi tiếng: "Các bạn, chúng ta cần có sự tin cậy lẫn nhau". Một cuộc gặp giữa hai nhóm của Princeton và Crawford Hill đã xác định rằng sự thừa nhiệt đó chính là bức xạ phóng vi sóng. Cả Wilson và Penzias đều nhận được Giải Nobel Vật lý vào năm 1978 cho phát hiện của họ.